# 白洪錫
白 洪錫（ペク・ホンソク、1890年1月11日 - 1960年10月4日）は、大日本帝国陸軍及び大韓民国陸軍の軍人。韓国在郷軍人会初代会長。本貫は水原白氏。日本名は徳川栄一（とくがわ えいいち）。朝鮮出身の日本陸軍軍人としては、大韓帝国軍人、王公族出身者を除くと、洪思翊中将、金錫源大佐に次いで高い階級（中佐）に昇った。

## 生涯
平安南道徳川郡（現：北朝鮮徳川市）出身。大韓帝国の陸軍武官学校に学ぶも日韓併合に伴い日本の陸軍中央幼年学校に転入、陸軍士官学校へ進学し1915年に卒業（第27期）。岡山市の第17師団歩兵第54連隊付となり、陸軍歩兵少尉に任官。1919年4月には歩兵中尉に進級。1929年12月、任大尉。1930年8月から10月まで陸軍調査員として国勢調査に携わり、国勢調査記念章を授与される。1934年、任少佐。第20師団歩兵第77連隊所属で平壌に勤務。
1937年に朝鮮・平壌の第17師団歩兵第54連隊に転補される。1939年4月から11月まで新義州地域防空司令官。1940年3月、平安北道防空委員会委員となり、管轄地域の官憲を統率して防空統制と訓練を主導した。これらの活動から中佐に進級したが、1943年に退役。1944年4月に予備役中佐の身分で召集され、京城陸軍兵事部の課長に補され、朝鮮人の兵役・動員を担当した。
1948年、韓国陸軍入隊、任大領（軍番12447番）。1949年1月7日、特別部隊司令官。1950年5月、青年防衛隊第3団訓練指導官。1950年10月16日、ソウル地区兵事区司令官。1951年8月28日、国防部第4局（兵務局）長。1952年2月、韓国在郷軍人会初代会長。同年11月、国防部兵務監（准将）。1954年、東部地区警備司令官。1955年、第33予備師団長。
2009年、親日反民族行為真相糾明委員会は作成した公式報告書に「日本軍中佐出身の白洪錫は、日本帝国主義の軍隊の少尉以上将校として侵略戦争に積極的に参加した」とし「日帝強占下反民族行為真相糾明に関する特別法第2条10号に規定する親日反民族行為に該当する」と記述した。

## 叙勲
- 乙支武功勲章
- 忠武武功勲章
- レジオン・オブ・メリット - 1954年5月13日[7]